# تورو-ایگیر (شهرستان ایسیق‌کول)
تورو-ایگیر (به لاتین: Toru-Aygyr) یک منطقهٔ مسکونی در قرقیزستان است که در شهرستان ایسیق‌کول واقع شده‌است. تورو-ایگیر ۲٬۴۷۰ نفر جمعیت دارد و ۱٬۶۳۸ متر بالاتر از سطح دریا واقع شده‌است.